# 謀勇兼備
謀勇兼備，是日本純種競賽馬匹，生涯活躍於中距離賽事，曾於2020年勝出櫻花賞、優駿牝馬（日本橡樹大賽）及秋華賞，成為日本史上第六匹三冠雌馬，亦是首匹以無敗姿態達成此成就的賽駒。

## 出賽前
謀勇兼備在2017年4月15日出生於北海道日高町長谷川牧場，於拍賣會上被岡田牧場及大紅牧場負責人岡田牧雄以1296萬日圓購入，後於其兒子岡田將一所負責的一口馬主俱樂部Normandy Thoroughbred Racing Co. Ltd.進行馬主募集。
其後交由栗東訓練中心練馬師杉山晴紀訓練。

## 競賽生涯

### 2歲
11月16日出戰京都競馬場2歲新馬，比賽途中保持於中團位置，進入直路後成功抽出外檔加速衝刺，最終成功以1 1/2馬位奪得首勝，亦爲生產者長谷川牧場帶來暌違3年的中央賽事勝利。

### 3歲
2020年首戰爲表列賽妖精錦標，以4.8倍的獨贏賠率獲得第三人氣。是次比賽，由於其進入閘箱前表現出亢奮的狀態，受此影響下漏閘並落後前方1馬位。然而其於直路上再度把爆發其優秀的衝刺速度，於外檔輕鬆超越所有對手，最後200米更跑出11.4秒的超高速，最終以破紀錄的1分33.6秒奪得冠軍。
4月12日出戰櫻花賞，由於賽前的天雨導致賽道變得泥濘，而賽事當日的賽道掛牌則爲軟地，因而此次賽事被視爲大混戰。比賽開始後，所有賽駒整齊出閘，行進一段時間後才由前方的Smile Kana及拉丁城市帶出，而謀勇兼備則於騎師松山弘平的指示下停留於中團靠後位置。進入直路後，其仍然處於中團位置繼續推進，而前方拉丁城市則繼續緊咬領放的Smile Kana，兩駒正進行激烈的纏鬥。此時謀勇兼備再度展示其過人的爆發力及末腳，外檔位置奮力衝刺，成爲馬群中唯一成功加速的賽駒。最終於其跑出驚人的速度下，於最後40米超越領先的拉丁城市，更繼續加速拉開對手1 1/2馬位奪得首個分級賽冠軍。此次勝利，成功令其追平1946年Hamakaze及1980年Hagino Top Lady僅出戰三場賽就贏得櫻花賞紀錄，亦成爲繼2004年隨心起舞後又一匹無敗櫻花賞馬。陣營方面，其爲騎師松山帶來繼2017年皋月賞後暌違3年的一級賽勝利，更爲練馬師杉山晴紀、馬主Normandy Thoroughbred Racing Co. Ltd.及生產者長谷川牧場帶來首個一級賽頭銜。
其後出戰優駿牝馬，由於櫻花賞亞軍拉丁城市轉戰NHK一哩賽，其成功以壓倒性的1.6倍獨贏賠率獲得第一人氣。比賽開始後，Smile Kana進行快放製造快步速，以謀勇兼備則於較後位置追走。進入直路後，由於先頭馬匹開始力弱以後上馬開始發力，因而所有馬匹陷入一團混亂，謀勇兼備則於此時於後方被馬國女神及麗雅美包圍暫時未能衝出。直路進行一段時間後，瑪蓮必勝及強大必勝分別由內欄及外檔殺上，試圖進佔領先的位置，以此時謀勇兼備終於由馬國女神旁邊發現空隙突破並開始加速。最終於其成功突圍衝刺之下成功跑出後600米33.1秒的驚人末腳，超越瑪蓮必勝及強大必勝之餘亦保持優秀，成功防止對手二段加速反超下以1/2馬位取勝，成爲繼1957年Miss Onward以來第二匹無敗二冠雌馬。
賽後其被送至京都府宇治田原町宇治田優駿牧場進行調整，其後被轉移至北海道新日高町諾曼底牧場放草休養。
休養過後於8月8日返回馬房，經過陣營討論後決定直接出戰10月18日的秋華賞。比賽開始後，由於其於閘內抬起前腳，造成漏閘之下落後約1馬位，調整過後於後方追走，並於比賽途中逐步向前。進入直路後，其經已處於第五的位置，此時其開始抽出外檔開始加速，並於最後關頭成功領先，保持優勢下繼續衝刺，最終於現場評述員吉原功兼的一句：「盛開吧、盛開吧，三冠之花！強大、堅韌、美麗！謀勇兼備達成三冠！」（咲いた、咲いた、三冠の華！ 強く、逞しく、美しく！デアリングタクト三冠達成！）下，其以1 1/4馬位率先衝線奪冠，成爲了日本賽馬史上首匹無敗三冠雌馬。
11月29日出戰日本盃，將和同期無敗經典三冠馬鐵鳥翱天及2018年三冠雌馬杏目決戰，由於此爲首度有三匹三冠馬同場決戰，當中更有兩匹以無敗姿態奪得此榮譽的賽駒，因而被稱爲「世紀之戰」。比賽開始後，其處於約莫第七的位置推進，進入直路後仍然處於外檔後方位置。此時其開始加速內閃，但於最後400米開始力弱被鐵鳥翱天超越，雖然其後重新發力二段加速，但仍然未能超越鐵鳥翱天及一早處於前方的杏目獲得第三，爲其首次落敗。
年末，由於其達成日本史上首次無敗雌馬三冠的偉業，於評選中以全票283票當選最佳3歲雌馬。

### 4歲
2021年首戰爲3月14日的金鯱賞，成功壓過耀滿瓶及神業成爲第一人氣。比賽開始後，其處於第六左右推進，進入直路後於外檔加速衝刺，但最終仍然未能超越第十人氣的伏兵天鐵，以頸位落敗得第二。
其後陣營宣佈遠征香港，出戰4月25日的女皇盃。比賽開始後，其處於最內檔1號檔，但其並未搶佔位置意思於後方追走。進入直路後，其雖然順利加速，但於直路未能追上前方的唯獨愛你之餘，亦被耀滿瓶超越，最終獲得第三。
回國後，原定計劃爲出戰6月的寶塚紀念，但其後被發現右前腳患有韌帶炎，因而進入長期休養。

### 5歲
2022年5月15日時隔384日復出出戰維多利亞一哩賽，最終於直路上無法進一步加速而以第六落敗。
6月26日出戰寶塚紀念，雖然於直路成功跑出全場第二快末腳，但最終未能超越早已處於前方的領銜及滂薄無比獲得第三。
9月25日出戰產經賞，雖然於第三彎道成功抽出並處於較前位置，但最終再度未能發揮速度下被後方賽駒追過以第六落敗。
短暫放草過後出戰女皇伊利沙伯二世盃，比賽途中保持自身於中團位置，進入直路後開始望空加速，並成功和匯兩川以平頭姿勢處於前方位置。然而最後100米其加速勢頭減弱下被大外檔的馬匹超越，最終以第六落敗。
11月27日出戰日本盃，由於主戰騎師松山選擇策騎影子歌姬，改由來日客串的馬昆代打策騎。比賽開始後，其處於較後位置追走，進入直路後成功加速衝刺，於直路最後關頭受到大帝內閃影響而需要抽出外檔，浪費腳程下最終以第四落敗。

### 6歲
2023年仍然繼續現役，陣營原定安排其遠征沙特阿拉伯出戰新未來城草地盃。然而於2月7日訓練過後被發現步伐不穩，雖然於X光檢查後並無明顯受傷，但於陣營慎重考慮後，最終決定退賽並進入休養。
休養途中被發現韌帶炎復發，最終於陣營商討後，決定安排其退役，並於10月6日發表消息，10月26日正式取消日本中央競馬會的賽駒註冊。

### 詳細賽績
| 日期       | 舉辦國家/地區 | 馬場 | 距離   | 級別 | 賽事名稱           | 負重 | 騎師     | 馬號 | 出馬 | 名次 | 時間    | 頭馬（二馬）    |
| ---------- | ------------- | ---- | ------ | ---- | ------------------ | ---- | -------- | ---- | ---- | ---- | ------- | --------------- |
| 16/11/2019 | 日本          | 京都 | 草1600 |      | 2歲新馬            | 54   | 松山弘平 | 3    | 11   | 1    | 1:37.8  | （No Security） |
| 8/2/2020   | 日本          | 京都 | 草1600 | L    | 妖精錦標           | 54   | 松山弘平 | 8    | 12   | 1    | 1:33.6  | （Wrightia）    |
| 12/4/2020  | 日本          | 阪神 | 草1600 | GI   | 櫻花賞             | 55   | 松山弘平 | 9    | 18   | 1    | 1:36.1  | （拉丁城市）    |
| 24/5/2020  | 日本          | 東京 | 草2400 | GI   | 優駿牝馬           | 55   | 松山弘平 | 4    | 18   | 1    | 2:24.4  | （瑪蓮必勝）    |
| 18/10/2020 | 日本          | 京都 | 草2000 | GI   | 秋華賞             | 55   | 松山弘平 | 13   | 18   | 1    | 2:00.6  | （魔法城堡）    |
| 29/11/2020 | 日本          | 東京 | 草2400 | GI   | 日本盃             | 53   | 松山弘平 | 5    | 15   | 3    | 2:23.2  | 杏目            |
| 14/3/2021  | 日本          | 中京 | 草2000 | GII  | 金鯱賞             | 55   | 松山弘平 | 1    | 10   | 2    | 2:01.8  | 天鐵            |
| 25/2/2021  | 香港          | 沙田 | 草2000 | GI   | 女皇盃             | 55.5 | 松山弘平 | 6    | 7    | 3    | 2:01.43 | 唯獨愛你        |
| 15/5/2022  | 日本          | 東京 | 草1600 | GI   | 維多利亞一哩賽     | 55   | 松山弘平 | 1    | 18   | 6    | 1:32.7  | 純淨之輝        |
| 26/6/2022  | 日本          | 阪神 | 草2200 | GI   | 寶塚紀念           | 56   | 松山弘平 | 7    | 17   | 3    | 2:10.3  | 領銜            |
| 25/9/2022  | 日本          | 中山 | 草2200 | GII  | 產經賞             | 54   | 松山弘平 | 8    | 13   | 6    | 2:13.7  | 吉典娜          |
| 13/11/2022 | 日本          | 阪神 | 草2200 | GI   | 女皇伊利沙伯二世盃 | 56   | 松山弘平 | 4    | 18   | 6    | 2:14.0  | 吉典娜          |
| 27/11/2022 | 日本          | 東京 | 草2400 | GI   | 日本盃             | 55   | 馬昆     | 8    | 18   | 4    | 2:23.9  | 飄揚青帆        |

## 退役後
退役後，謀勇兼備成為了繁殖雌馬，於北海道新日高町岡田Stud休養，將於2024年進行配種。首匹子嗣順利於2025年3月出世，父系來自拼百圖，可於2027年出賽。

### 詳細繁殖資料
| 數目 | 馬名         | 出生年 | 性別 | 父系   | 練馬師 | 馬主 | 戰績       |
| ---- | ------------ | ------ | ---- | ------ | ------ | ---- | ---------- |
| 首匹 | 謀勇兼備2025 | 2025   | 雄   | 拼百圖 |        |      | （出賽前） |

## 血統簡介
父系神威啟示爲日本賽駒，生涯戰績優秀，曾勝出一級賽菊花賞及日本盃，退役後亦有優秀的配種成績。祖父吉兆爲美國生產的日本賽駒，生涯戰績彪炳，曾於2002年及2003年連霸秋季天皇賞及有馬紀念。
母系Daring Bird爲日本賽駒，生涯僅出戰一場比賽但未能勝出。外祖父夏威夷王亦爲日本賽駒，生涯戰績極爲優秀，僅得一戰未能獲勝，曾勝出一級賽NHK一哩賽及東京優駿（日本打吡），爲日本史上首匹贏得變則二冠的賽駒。

### 血統表
| 父線：雷弼圖系（Hail to Reason系）                             |                         |                |               |
| 種馬 神威啟示 2010年（棗色）                                   | 吉兆 1999年（深棗色）   | Kris S.        | 雷弼圖        |
| 種馬 神威啟示 2010年（棗色）                                   | 吉兆 1999年（深棗色）   | Kris S.        | Sharp Queen   |
| 種馬 神威啟示 2010年（棗色）                                   | 吉兆 1999年（深棗色）   | Tee Kay        | Gold Meridian |
| 種馬 神威啟示 2010年（棗色）                                   | 吉兆 1999年（深棗色）   | Tee Kay        | Tri Argo      |
| 種馬 神威啟示 2010年（棗色）                                   | 西沙里奧 2002年（黑色） | 特別週         | 週日寧靜      |
| 種馬 神威啟示 2010年（棗色）                                   | 西沙里奧 2002年（黑色） | 特別週         | Campaign Girl |
| 種馬 神威啟示 2010年（棗色）                                   | 西沙里奧 2002年（黑色） | Kirov Premiere | 鞍匠井        |
| 種馬 神威啟示 2010年（棗色）                                   | 西沙里奧 2002年（黑色） | Kirov Premiere | Querida       |
| 繁殖雌馬 Daring Bird 2011年（深棗色）                          | 夏威夷王 2001年（棗色） | 金滿寶         | 淘金者        |
| 繁殖雌馬 Daring Bird 2011年（深棗色）                          | 夏威夷王 2001年（棗色） | 金滿寶         | Miesque       |
| 繁殖雌馬 Daring Bird 2011年（深棗色）                          | 夏威夷王 2001年（棗色） | Manfath        | 最後大官      |
| 繁殖雌馬 Daring Bird 2011年（深棗色）                          | 夏威夷王 2001年（棗色） | Manfath        | Pilot Bird    |
| 繁殖雌馬 Daring Bird 2011年（深棗色）                          | Daring Heart            | 週日寧靜       | Halo          |
| 繁殖雌馬 Daring Bird 2011年（深棗色）                          | Daring Heart            | 週日寧靜       | Wishing Well  |
| 繁殖雌馬 Daring Bird 2011年（深棗色）                          | Daring Heart            | Daring Danzig  | 單色          |
| 繁殖雌馬 Daring Bird 2011年（深棗色）                          | Daring Heart            | Daring Danzig  | Impetuous Gal |
| 雌系：號族：1-l                                                |                         |                |               |
| 五代內近親交配：週日寧靜 4×3、Hail to Reason 5×5、北地舞人 5×5 |                         |                |               |

## 命名由來
名字中，Daring（デアリング）帶有大膽、勇敢等意思，繼承自母系Daring Brid的名字；Tact（タクト）於英語中，是Tactics的簡寫，帶有戰術的意思。香港則結合兩者，翻譯为「謀勇兼備」。

## 外部連結
- 謀勇兼備 netkeiba.com （页面存档备份，存于）
- 血統表 （页面存档备份，存于）